# 50th Birthday Celebration Volume Five

50th Birthday Celebration Volume Five est un album de musique improvisée par le guitariste Fred Frith et John Zorn. Cet album fait partie de la série 50th Birthday Celebration enregistrée au Tonic en septembre 2003 à l'occasion des 50 ans de John Zorn.

## Titres
| 1.    | Off Topic                    | 7:29 |
| 2.    | Alecto                       | 3:57 |
| 3.    | Sowers Of Discord            | 3:55 |
| 4.    | Four Corners                 | 8:14 |
| 5.    | Level Six Jumping            | 4:34 |
| 6.    | Cruel Abstraction            | 6:26 |
| 7.    | Eumenides Outside The Window | 6:55 |
| 8.    | Nine-Part Invention          | 4:37 |
| 9.    | Cord Trouble And Tuning      | 1:38 |
| 10.   | Astrologers And Magicians    | 6:32 |
| 54:19 |                              |      |

## Personnel
- Fred Frith - guitares
- John Zorn - saxophone alto